# Гергана Стоянова
Гергана Христова Стоянова е българска театрална, филмова, телевизионна и озвучаваща актриса.

## Ранен живот
Родена е на 28 февруари 1972 г. в Бургас.
През 1989 г. завършва СУ „Кирил и Методий“ в Бургас и специализира моден текстил в град Карнобат.
През 1994 г. завършва ВИТИЗ със специалност Актьорско майсторство за драматичен театър в класа на професор Надежда Сейкова и доцент Илия Добрев.

## Професионална кариера
През периодите 1992 – 1994, 1994 – 1997, 1997 – 1998 и 1998 – 2000 г. играе съответно в Драматичния театър в Перник, Драматичния театър в Пазарджик, Театър Барбуков и Сълза и смях в София.
От 1993 до 1994 г. е водеща на предаването „Знаете ли български?“. От 1996 до 1997 г. води предаването „Свят за двама“. Следващото предаване, което води, е „Природата в нас“ през  1997 – 1998 г., а през 1998 г. води и „Чудото с българина“. През 2000 г. създава предаването „Иначе“ за bTV, което тя води до 2006 г. През 2007 г. е една от репортерките във втория сезон на риалити шоуто Сървайвър БГ.
От 2007 г. Стоянова е управителка на продуцентската къща „Иначе“, а също продуцира музикални и рекламни видеоклипове, документални филми, радиоклипове и различни филмови и телевизионни проекти. Занимава се с организацията на ПР и имиджови събития за известни компании като Avon и Kraft Foods. От 2007 до 2010 г. е сценаристка на предаването „Огледала“ по bTV, а след преминаването му към PRO.BG през 2009 г. е негова водеща. Сценаристка е и на риалити шоу програми и корпоративни събития на компании като Vivacom, John Deer, Kraft Foods и „Фара България“.
Пише сценарии за „Клуб Лукс“ по TV2 и Music Idol за bTV. Стоянова има роли в около 27 филма за БНТ. През 2012 г. е водеща на предаването „Малки истории“ по БНТ. През 2012 и 2013 г. води собствена рубрика за светски новини в предаването „Денят отблизо с Мария“ по БНТ. От 23 септември 2013 г. до 7 март 2014 г. е водеща на предаването „Усещане за жена“ по TV7, но напуска за да се занимава с работата си в Министерството на културата.
През 2015 г. замества Яна Маринова в пиесата „Пуканки“, режисирана от Асен Блатечки в театър Сълза и смях.
През 2019 г. придобива популярност с ролята си на д-р Поли Грънчарова в медицинския сериал „Откраднат живот“.
През 2021 г. играе в  в театър „Криле“ в първата българска пиеса на тема дублаж „Гласове под наем“, в която си партнира със Симеон Владов, Виктор Танев и Симона Трайкова, с драматург и режисьор Христо Ботев.
Същата година играе в моноспектакъла „Частица любов“ на режисьора Андрей Калудов.

## Музикална кариера
През 2022 г. изпълнява песента „Като птиците“, в дует със Симеон Владов. Участва и в песента „Мижав интерес“ заедно с DJ Dian Solo, Криско и Панайот Панайотов.

## Кариера на озвучаваща актриса
Стоянова започва да се занимава с озвучаване на реклами, филми и сериали на 13 март 1995 г. Първата ѝ работа е върху документален филм, в чийто български дублаж си партнира с Мариана Димитрова, Никола Стефанов и Мариан Маринов. Известно време е кредитирана като Гергана Маринова.
По-известни заглавия с нейно участие са „Смолвил“, „Монк“, „Бойна звезда: Галактика“, „Чък“, „Триумфът на червилата“, „Касъл“, „Мама“,„Ел Чапо“ и „Не ме оставяй“, а също и анимационни поредици като „Лигата на справедливостта“, „Кодово име: Съседските деца“, „Лагерът Ласло“, „Генератор Рекс“ и „Остров Пълна драма“.
Тя дава своя глас и на българския текстов синтезатор за незрящи – SpeechLab 2.0, дело на Българската асоциация за компютърна лингвистика.
Стоянова работи като режисьорка на дублажи в студио „Имидж Продакшън“.
През 2018 г. получава номинация за наградата „Икар“ в категория „Най-добър дублаж“ (тогава наричана „Златен глас“) за дублажа на Регина в „Червената кралица“, заедно с Даниела Йорданова за Маргарет Тачър в „Желязната лейди“ и Ася Рачева за Мама Имелда в „Тайната на Коко“. Наградата се присъжда на Йорданова.
През 2018 г. е избрана за председателка на Гилдията на актьорите, работещи в дублажа (ГАРД). Тя е първата жена избрана на този пост.
През 2021 г. печели наградата „Икар“ за „Най-добър дублаж“ за ролите на Елиза и Мария във „Влад“ и всички женски роли в „Убийство в Ориент Експрес“, заедно с Елисавета Господинова за Ебру в „Черна роза“ и Уили в „Пчеличката Мая“ (дублаж на Про Филмс), и Йорданка Илова за Гюл във „Вятърничав“.

## Филмография
| Година      | Филм                   | Страна                  | Роля            |
| ----------- | ---------------------- | ----------------------- | --------------- |
| 1998        | Кажи ми го с цветя     | Италия                  |                 |
| 2001        | Каталии                | България                |                 |
| 2005        | Joe Petrosino          | Италия                  |                 |
| 2007        | Шивачки                | България                | Ина             |
| 2008        | Рут                    | България                |                 |
| 2011        | Миграцията на паламуда | България                | Тони            |
| 2012        | Отплата                | България                | Таня Здравкова  |
| 2014        | Огнен трус             | Канада / България / САЩ | Марта           |
| 2015 – 2016 | Връзки                 | България                |                 |
| 2016        | Смъртоносна надпревара | САЩ                     |                 |
| 2019 – 2021 | Откраднат живот        | България                | Поли Грънчарова |